# جنبش مثبت‌نگری سکس

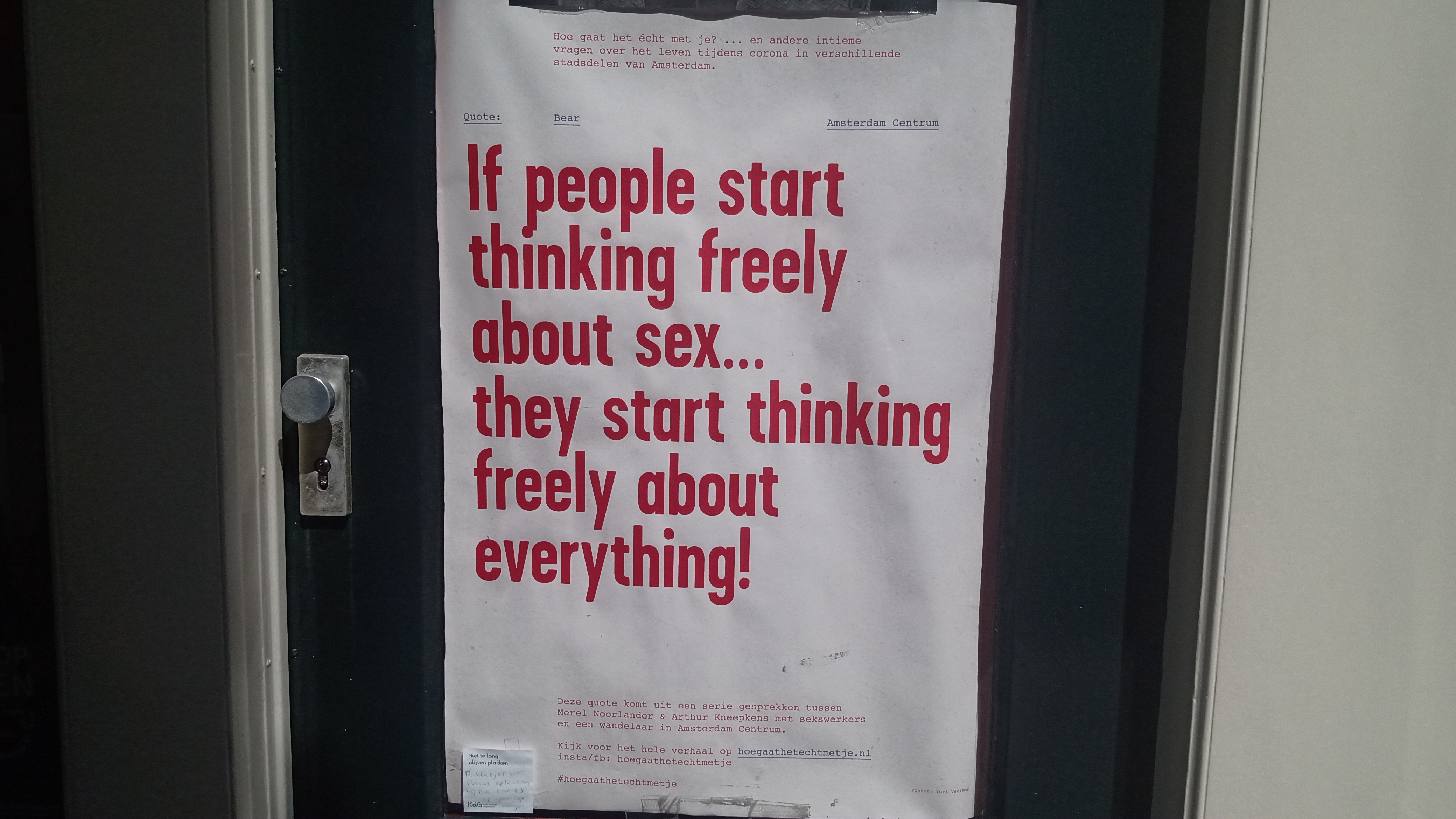
اگر مردم آزادانه در مورد رابطه جنسی فکر کنند... آنها آزادانه در مورد همه چیز فکر خواهند کرد!

جنبش مثبت‌نگری سکس یا جنبش آمیزش‌مثبت‌نگر یک جنبش اجتماعی است که تأکید بر آمیزش جنسی امن دارد. مثبت بودن سکس یک نگرش است دربارهٔ حس جنسی انسان که همه فعالیت‌های جنسی رضایتی را سالم و رضایت‌بخش در نظر گرفته و به لذت و تجربه جنسی تشویق می‌کند. 